# داء شامبرغ
داء شامبرغ (المعروف أيضًا باسم الجلاد التصبغي المترقي، أو فرفرية الصباغ التدريجية أو فرفرية شامبرغ) هو تلون مزمن للجلد يمكن أن يصيب جميع الأعمار، ويصيب عادة القدمين أو الساقين أو الفخذين أو جميعها. قد يحدث مرة واحدة، أو على شكل نوبات متكررة تؤدي إلى مزيد من الانتشار. المرض أشيع عند الذكور.:829 سمي المرض على اسم جاي فرانك شامبرغ، الذي وصفه في عام 1901. لا يوجد علاج معروف لهذا المرض ولكنه حالة غير مهددة للحياة، ويُعالَج لأغراض تجميلية بشكل أساسي. قد يظهر فجأة وبكثافة وعادة ما يترك تلونًا دائمًا في الجلد؛ لذلك قد يسبب قلقًا نفسيًا مفهومًا عند المريض. تكون الآفات الجلدية حاكّة أحيانًا، ويمكن علاج ذلك بدهن كريم يحتوي على الكورتيزون على الآفات. سيساعد كريم الكورتيزون فقط في حالة الحكة ولن يحسن تلون الجلد. لا يسبب مرض شامبرغ أي أعراض أخرى غير تلون الجلد والحكة. تنتج الحالة عن التهاب الشعيرات الدموية بالقرب من سطح الجلد وما سيتلو ذلك من تسرب لخلايا الدم الحمراء إلى الأنسجة المحيطة. عندما تتحلل خلايا الدم الحمراء وتمتصها الخلايا البالعة في الغالب، سيبقى بعض الحديد الذي تفرزه خلايا الدم الحمراء في الجلد ويسبب آفات بلون الصدأ. لا يُعرف عادة سبب التهاب الشعيرات الدموية.

## الأعراض
تكون الآفات أكثر شيوعًا في الأطراف السفلية، ولكنها قد تحدث في أي مكان من الجسم، بما في ذلك اليدين والذراعين والجذع وحتى الرقبة. قد تظهر بشكل آفات فردية أو بشكل مجموعات. الآفات عبارة عن بقع غير منتظمة من تصبغ برتقالي أو بني ذات أشكال مميزة «بشكل فلفل الحريف»، وتظهر داخل وعلى حواف الآفات القديمة. لا يوجد أعراض عادة، على الرغم من وجود بعض الحكة الطفيفة أحيانًا، ولكن لا يوجد ألم. قد يستمر وجود الآفات لسنوات عديدة، يتغير خلالها نمط الآفة وتميل للانتشار بشكل بطيء وغالبًا ما تختفي الآفات الأصلية.
داء شامبرغ أو الجلاد التصبغي المترقي، أو فرفرية الصباغ التدريجية، هو تلون مزمن للجلد يصيب الساقين عادة وينتشر ببطء في كثير من الأحيان. أكثر شيوعًا عند الذكور وقد يحدث في أي عمر من الطفولة فصاعدًا. الحالة موجودة في جميع أنحاء العالم ولا علاقة لها بالخلفية العرقية.

## الأسباب
ينتج مرض شامبرغ عن التسرب من الشعيرات الدموية بالقرب من سطح الجلد، والتي تؤدي إلى تسلل خلايا الدم الحمراء إلى الجلد. بعد ذلك ستتفكك خلايا الدم الحمراء في الجلد وتطلق الحديد الموجود في الهيموجلوبين. يسبب الحديد اللون الصدئي؛ مما يفسر اللون البرتقالي للطفح الجلدي. على الرغم من أن السبب الكامن وراء تسريب الأوعية الدموية غير معروف دائمًا، يقترح الباحثون بعض المحفزات المحتملة، مثل بعض ردود فعل الجسم الالتهابية لبعض العوامل، مثل العدوى الفيروسية أو بعض الادوية أو المكملات التي لا تستلزم وصفة طبية، مثل الثيامين والأسبرين. على الرغم من عدم وجود دليل على أي أسباب وراثية، لوحظ وجود حالات قليلة كان فيها عدد قليل من أفراد الأسرة مصابين بهذه الحالة.
على الرغم من أن السبب المحدد لالتهاب الشعيرات الدموية غير معروف، لكن يمكن اتخاذ بعض الإجراءات الوقائية. قد يصف الأطباء الأدوية التي تعزز الدورة الدموية، والتي قد تحافظ على قوة وصحة الأوعية الدموية.